# إسماعيل الراشد (كاتب)
إسماعيل بن محمد راشد بك بن محمد صالح بن إسماعيل الأعظمي، ولد في بغداد عام 1908م، وتعلم القرآن واكمل دراسته الابتدائية والثانوية، ثم درس العلوم العربية والدينية على عمه العلامة الشيخ محمد رشيد سبط الشيخ داود، وكان إسماعيل الراشد ذكياً ألمعياً وأديباً، ولقد أكمل دراسة الحقوق ثم عين مستشاراً عدلياً في الشرطة العامة.
وفي عام 1927م حيث كان شابا في التاسعة عشرة من عمره، أصدر مجلة (الخميلة) وهي مجلة أدبية، وكان ذا أدب عال رفيع، وكان خطيباً بليغاً، وله مقالات إسلامية في مجلة الهداية الإسلامية، وهو من المؤسسين لجمعية الآداب الإسلامية في بغداد.

## مؤلفاته
- المحيط في تشكيلات الشرطة.
- أصول إدارة الشرطة.

## وفاته
توفي إسماعيل عام 1388هـ/ 1969م، ودفن في مقبرة الخيزران في حجرة عمه الشيخ محمد رشيد وهي غرفة خاصة مجاورة لمرقد الشيخ أبو بكر الشبلي.